# Campionato italiano di pallamano maschile U21 2004-2005
Il Campionato italiano U21 2004-2005 è stato la prima edizione del campionato Under 21 di pallamano maschile.
La Pallamano Conversano 1973 ha vinto per la prima volta nella sua storia il titolo in finale contro la Pallamano Romagna.

## Formula

### Prima fase
Le squadre partecipanti disputano gironi all'italiana su base interregionale. Al termine della prima fase, le squadre classificatesi al primo posto sono qualificate alla fase finale. 
A raggiungere le squadre qualificate saranno anche squadre che accederanno grazie ad una wild card assegnata dalla Federazione.

### Fase Finale
Le squadre partecipanti alla fase finale sono state sorteggiate in quattro gironi da quattro squadre. Al termine delle gare, le squadre prime classificate di ogni girone accedono alle semifinali.

## Fase finale

### Squadre partecipanti
| Squadra             | Città                    |
| ------------------- | ------------------------ |
| Ancona              | Ancona                   |
| Biella              | Biella                   |
| Capua               | Capua (CE)               |
| Conversano          | Conversano (BA)          |
| Cologne             | Cologne (BS)             |
| Chieti              | Chieti                   |
| Haenna              | Enna                     |
| Algund              | Lagundo (BZ)             |
| Libertas Ecosport   | Policoro (MT)            |
| Paese               | Paese (TV)               |
| Prato               | Prato                    |
| Romagna             | Imola (BO)               |
| Sassari             | Sassari                  |
| Secchia Rubiera     | Rubiera (MO)             |
| Spezia              | La Spezia                |
| Terranova da Sibari | Terranova da Sibari (CO) |

### Girone A

#### Risultati
| Squadra 1  | Squadra 2  | Risultato |
| ---------- | ---------- | --------- |
| Paese      | Sassari    |           |
| Paese      | Sassari    | 32 – 29   |
| Conversano | Spezia     |           |
| Conversano | Spezia     | 31 – 17   |
| Spezia     | Paese      |           |
| Spezia     | Paese      | 18 – 31   |
| Sassari    | Conversano |           |
| Sassari    | Conversano | 22 – 28   |
| Spezia     | Sassari    |           |
| Spezia     | Sassari    | 22 – 31   |
| Conversano | Paese      |           |
| Conversano | Paese      | 31 – 20   |

#### Classifica
|  | Pos. | Squadra    | Pt | G | V | N | S | GF | GS | D   | Note       |
|  | ---- | ---------- | -- | - | - | - | - | -- | -- | --- | ---------- |
|  | 1.   | Conversano | 9  | 3 | 3 | 0 | 0 | 90 | 59 | +31 | Semifinali |
|  | 2.   | Paese      | 6  | 3 | 2 | 0 | 1 | 83 | 78 | +5  |            |
|  | 3.   | Sassari    | 3  | 3 | 1 | 0 | 2 | 82 | 82 | +0  |            |
|  | 4.   | Spezia     | 0  | 3 | 0 | 0 | 3 | 57 | 93 | -36 |            |

### Girone B

#### Risultati
| Squadra 1 | Squadra 2 | Risultato |
| --------- | --------- | --------- |
| Ancona    | Algund    |           |
| Ancona    | Algund    | 23 – 17   |
| Romagna   | Biella    |           |
| Romagna   | Biella    | 32 – 16   |
| Biella    | Ancona    |           |
| Biella    | Ancona    | 18 – 30   |
| Algund    | Romagna   |           |
| Algund    | Romagna   | 20 – 29   |
| Ancona    | Romagna   |           |
| Ancona    | Romagna   | 21 – 21   |
| Algund    | Biella    |           |
| Algund    | Biella    | 31 – 19   |

#### Classifica
|  | Pos. | Squadra | Pt | G | V | N | S | GF | GS | D   | Note       |
|  | ---- | ------- | -- | - | - | - | - | -- | -- | --- | ---------- |
|  | 1.   | Romagna | 7  | 3 | 2 | 1 | 0 | 82 | 57 | +25 | Semifinali |
|  | 2.   | Ancona  | 7  | 3 | 2 | 1 | 0 | 74 | 56 | +18 |            |
|  | 3.   | Algund  | 3  | 3 | 1 | 0 | 2 | 68 | 71 | -3  |            |
|  | 4.   | Biella  | 0  | 3 | 0 | 0 | 3 | 53 | 93 | -40 |            |

### Girone C

#### Risultati
| Squadra 1       | Squadra 2       | Risultato |
| --------------- | --------------- | --------- |
| Chieti          | Haenna          |           |
| Chieti          | Haenna          | 22 – 17   |
| Capua           | Secchia Rubiera |           |
| Capua           | Secchia Rubiera | 17 – 27   |
| Secchia Rubiera | Chieti          |           |
| Secchia Rubiera | Chieti          | 26 – 15   |
| Haenna          | Capua           |           |
| Haenna          | Capua           | 23 – 25   |
| Haenna          | Secchia Rubiera |           |
| Haenna          | Secchia Rubiera | 18 – 21   |
| Chieti          | Capua           |           |
| Chieti          | Capua           | 24 – 17   |

#### Classifica
|  | Pos. | Squadra         | Pt | G | V | N | S | GF | GS | D   | Note       |
|  | ---- | --------------- | -- | - | - | - | - | -- | -- | --- | ---------- |
|  | 1.   | Secchia Rubiera | 9  | 3 | 3 | 0 | 0 | 74 | 50 | +24 | Semifinali |
|  | 2.   | Chieti          | 6  | 3 | 2 | 0 | 1 | 61 | 60 | +1  |            |
|  | 3.   | Capua           | 3  | 3 | 1 | 0 | 2 | 59 | 74 | -15 |            |
|  | 4.   | Haenna          | 0  | 3 | 0 | 0 | 3 | 58 | 68 | -10 |            |

### Girone D

#### Risultati
| Squadra 1           | Squadra 2           | Risultato |
| ------------------- | ------------------- | --------- |
| Terranova da Sibari | Cologne             |           |
| Terranova da Sibari | Cologne             | 13 – 33   |
| Libertas Ecosport   | Prato               |           |
| Libertas Ecosport   | Prato               | 12 – 45   |
| Prato               | Terranova da Sibari |           |
| Prato               | Terranova da Sibari | 42 – 16   |
| Cologne             | Libertas Ecosport   |           |
| Cologne             | Libertas Ecosport   | 62 – 19   |
| Cologne             | Prato               |           |
| Cologne             | Prato               | 22 – 25   |
| Terranova da Sibari | Libertas Ecosport   |           |
| Terranova da Sibari | Libertas Ecosport   | 36 – 19   |

#### Classifica
|  | Pos. | Squadra             | Pt | G | V | N | S | GF  | GS | D   | Note       |
|  | ---- | ------------------- | -- | - | - | - | - | --- | -- | --- | ---------- |
|  | 1.   | Prato               | 9  | 3 | 3 | 0 | 0 | 112 | 50 | +62 | Semifinali |
|  | 2.   | Cologne             | 6  | 3 | 2 | 0 | 1 | 117 | 57 | +60 |            |
|  | 3.   | Terranova da Sibari | 3  | 3 | 1 | 0 | 2 | 65  | 94 | -29 |            |
|  | 4.   | Libertas Ecosport   | 0  | 3 | 0 | 0 | 3 | 53  | 93 | -40 |            |

### Semifinali
| Squadra 1  | Squadra 2       | Risultato |
| ---------- | --------------- | --------- |
| Conversano | Secchia Rubiera |           |
| Conversano | Secchia Rubiera | 22 - 21   |
| Romagna    | Prato           |           |
| Romagna    | Prato           | 32 – 26   |

### Finale 3º posto
| Squadra 1       | Squadra 2 | Risultato |
| --------------- | --------- | --------- |
| Secchia Rubiera | Prato     |           |
| Secchia Rubiera | Prato     | 34 – 36   |

### Finale
| Squadra 1  | Squadra 2 | Risultato |
| ---------- | --------- | --------- |
| Conversano | Romagna   |           |
| Conversano | Romagna   | 29 - 28   |